# FANCI
FANCI‏ (FA complementation group I) هوَ بروتين يُشَفر بواسطة جين FANCI في الإنسان.